# Renata Kokowska
Renata Kokowska (Głubczyn, 4 december 1958) is een Poolse oud-langeafstandsloopster. Ze was meervoudige Pools kampioene en verbeterde driemaal het Poolse record op de 10.000 m.

## Loopbaan
Kokowska werd bekend door haar overwinningen op de marathon van Berlijn in 1988, 1991 en 1993. Haar in 1993 gelopen tijd van 2:26.20 gold een jaar als parcoursrecord. Ze won in 1990 de marathon van Amsterdam.
Met haar overwinningstijd van 1:27.33 in de paasloop van Paderborn in 1988 heeft ze het Poolse record op de 25 km stratenloop nu al 27 jaar in handen (peildatum november 2015).
Renata Kokowska is getrouwd en heeft een beroep in de landbouwtechniek.

## Titels
- Pools kampioene 3000 m - 1985, 1986, 1987[3]
- Pools kampioene 5000 m - 1984, 1986
- Pools kampioene 10.000 m - 1984, 1985, 1986, 1987, 1988

## Persoonlijke records
Baan
| Onderdeel | Prestatie | Datum        | Plaats    |
| --------- | --------- | ------------ | --------- |
| 800 m     | 2.06,5    | 1978         |           |
| 1000 m    | 2.41,7    | 1987         |           |
| 1500 m    | 4.13,91   | 1984         |           |
| 3000 m    | 9.00,24   | 27 juni 1986 | Grudziądz |
| 5000 m    | 15.56,19  | 3 juni 1986  | Grudziądz |
| 10.000 m  | 33.00,60  | 31 juli 1987 | Sopot     |

Weg
| Onderdeel | Prestatie       | Datum             | Plaats    |
| --------- | --------------- | ----------------- | --------- |
| 25 km     | 1:27.33 (ex-NR) | 2 april 1988      | Paderborn |
| marathon  | 2:26.20         | 26 september 1993 | Berlijn   |

## Palmares

### 3000 m
- 1978:  POL vs ITA in Brescia - 9.21,7
- 1984:  Poolse kamp. in Lublin - 9.18,12
- 1985:  CZE vs POL in Warschau - 9.05,94
- 1985:  Poolse kamp. in Bydgoszcz - 9.19,42
- 1986:  Poolse kamp. in Grudziadz - 9.00,24
- 1987:  Poolse kamp. in Sopot - 9.44,8

### 5000 m
- 1984:  Poolse kamp. in Grudziadz - 16.39,2
- 1986:  Poolse kamp. in Grudziadz - 15.56,19
- 1987: 1?e Poolse kamp. in Sopot - 16.21,6

### 10.000 m
- 1984:  Poolse kamp. in Sopot - 34.04,66
- 1985:  Poolse kamp. in Sopot - 34.03,28
- 1986:  Poolse kamp. in Sopot - 33.27,95
- 1987:  Poolse kamp. in Sopot - 33.00,60
- 1988:  Poolse kamp. in Sopot - 33.07,08
- 1991:  Poolse kamp. in Sopot - 33.14,87

### halve marathon
- 1988: 8e halve marathon van Leonessa - 1:17.52
- 1991:  halve marathon van Sapporo - 1:14.0

### 25 km
- 1988:  Paderborner Osterlauf - 1:27.33

### marathon
- 1986: 4e marathon van Berlijn - 2:36.11
- 1987: 4e marathon van Osaka - 2:33.07
- 1988:  marathon van Berlijn - 2:29.16
- 1988: 5e marathon van Osaka - 2:33.38
- 1988: 8e marathon van Huy - 2:34.41
- 1989:  marathon van Osaka - 2:31.19
- 1989:  marathon van Berlijn - 2:32.04
- 1989:  marathon van Stockholm - 2:35.43
- 1990:  marathon van Berlijn - 2:28.50
- 1990: 10e marathon van Osaka - 2:34.07
- 1990:  marathon van Amsterdam - 2:35.31
- 1991:  marathon van Berlijn - 2:27.36
- 1991: 6e Londen Marathon - 2:30.12
- 1991: 4e marathon van Osaka - 2:30.15
- 1992:  Londen Marathon - 2:29.59
- 1992:  marathon van Berlijn - 2:30.57
- 1993:  marathon van Berlijn - 2:26.20
- 1993: 4e Londen Marathon - 2:32.30
- 1995: 4e Londen Marathon - 2:30.35
- 1995: 10e marathon van Tokio - 2:32.41
- 1996:  marathon van Berlijn - 2:27.41
- 1996: 7e Londen Marathon - 2:32.46
- 1997: 8e Londen Marathon - 2:28.21
- 1997: 5e marathon van Berlijn - 2:29.38
- 1998:  marathon van Berlijn - 2:31.54
- 1999: 9e marathon van Peking - 2:34.00
- 2000: 8e marathon van Nagano - 2:42.42
- 2000: 6e marathon van Istanboel - 2:45.31

### veldlopen
- 1978: 27e WK in Glasgow - 17.56
- 1980: 60e WK in Parijs - 17.11
- 1986: 13e WK in Colombier - 15.30,9
- 1987: 61e WK in Warschau - 18.03